# Хвощевка (приток Якшанги)

Хвощевка, Полдневая — река в России, протекает в Шарьинском и Вохомском районах Костромской области. Устье реки находится в 19 км по правому берегу реки Якшанга. Длина реки составляет 14 км.
Исток реки в деревне Бусыгинцы в 48 км к северо-востоку от Шарьи. Река течёт на северо-восток, протекает деревни Колеватовцы, Робяши, Матвеевское.

## Данные водного реестра
По данным государственного водного реестра России относится к Верхневолжскому бассейновому округу, водохозяйственный участок реки — Ветлуга от истока до города Ветлуга, речной подбассейн реки — Волга от впадения Оки до Куйбышевского водохранилища (без бассейна Суры). Речной бассейн реки — (Верхняя) Волга до Куйбышевского водохранилища (без бассейна Оки).
По данным геоинформационной системы водохозяйственного районирования территории РФ, подготовленной Федеральным агентством водных ресурсов:
- Код водного объекта в государственном водном реестре — 08010400112110000041448
- Код по гидрологической изученности (ГИ) — 110004144
- Код бассейна — 08.01.04.001
- Номер тома по ГИ — 10
- Выпуск по ГИ — 0